# Hypamblys conformis
Hypamblys conformis là một loài tò vò trong họ Ichneumonidae.